# Brisant sprængstof
Et sprængstof er brisant, hvis den kemiske proces ske ved  detonation. Ved detonation skabes en detonationsbølge som bevæger sig flere tusinde meter pr sekundet og er ikke at forveksle med forbrænding .   
Det kræver, at sprængstoffet indeholder både oxidationsmidlet og reduktionsmidlet/brændstoffet i samme molekyle. Et eksempel på dette er nitroglycerin. Nitroglycerin består af en kulstofkæde med brint på (reduktionsmiddel) og tre nitrogrupper (oxidationsmiddel) i samme molekyle. Den opståede detonatonationsbølge bevæger sig gennem sprængstoffet med høj hastighed (op til 11.000 meter pr sekund) og det høje tryk og den høje temperatur udløser hele tiden detonation i nye molekyler som igen bidrager til detonatonationsbølgen.
Dette skaber et knald, selvom sprængstoffet ikke er lukket inde i en beholder. Normalt krudt kræver at være lukket inde i en beholder for at skabe et knald.
| Kemi | Spire Denne artikel om kemi er en spire som bør udbygges. Du er velkommen til at hjælpe Wikipedia ved at udvide den. |